# Germán Oller (Sohn)
Germán Oller († 12. Juli 1985) war ein uruguayischer Politiker.
Oller, der der Partido Nacional angehörte, hatte als Repräsentant des Departamento Canelones in der 40. Legislaturperiode ab dem 20. Dezember 1969 bis zu seinem Rücktritt am 13. Oktober 1971 ein Mandat als stellvertretender Abgeordneter in der Cámara de Representantes inne. In der 42. Legislaturperiode nahm er sodann dort – ebenfalls für Canelones – ein Titularmandat im Zeitraum vom 15. Februar 1985 bis zu seinem Tod im Amt am 12. Juli 1985 wahr.